# Kolloblast

Schemat budowy kolloblastu

Kolloblast, koloblast, komóra klejąca (ang. colloblast, collocyte) – zmodyfikowana komórka w ciele żebropławów, pełniąca funkcje chwytne.
Odkrycia kolloblastów dokonał w 1844 roku Johann Friedrich Will. Opublikowane ono zostało w Horae Tergestinae oder Beschreibung und Anatomie der im Herbste 1843 bei Triest beobachteten Akalephen.
Kolloblasty u żebropławów ramieniowych rozmieszczone są w epidermie samych ramion lub cienkich wyrostków chwytnych na ich brzusznych brzegach zwanych tentillami (o ile one występują). U żebropławów ramion pozbawionych kolloblasty znajdować się mogą w epidermie płatów gębowych. Zupełny brak kolloblastów cechuje przedstawicieli rzędu Beroida. Brak ich także u Haeckelia rubra, który wykorzystuje knidocyty pobrane od parzydełkowców (zob. kleptoknidoza).
Zewnętrzna część kolloblastu ponad epidermą ma postać kopułki. Tuż pod jej błoną leżą granule. Wytwarzają one kleistą wydzielinę. Granule łączą się z ciałkiem sferycznym położonym na wierzchołku jądra komórkowego. Jądro to jest silnie wydłużone i nosi nazwę nici osiowej. Z ciałka sferycznego wychodzi długa, skręcona wypustka zwana włóknem spiralnym. Włókno i jądro tkwią w mezoglei.
Podrażnienie przez ofiarę kolloblastu powoduje pęknięcie granuli w kopułce i w ten sposób wydostanie się zeń kleistej wydzieliny. Włókno spiralne amortyzuje falę uderzeniową związaną z rozerwaniem granul oraz zakotwicza kolloblast w mezoglei, chroniąc go przed wyszarpaniem przez szamocącą się ofiarę. Wcześniejsi autorzy sugerowali, że włókno spiralne może być wystrzeliwane z mezoglei i, kurcząc się, służyć przyciąganiu zdobyczy. Kolloblasty różnicują się z komórek interstycjalnych (u form ramieniowych położonych u nasady tentillów) i w razie uszkodzenia zastępowane są nowymi.
Badania molekularne z 2018 roku wykluczyły, by kolloblasty miały wspólne pochodzenie z knidocytami parzydełkowców (są to więc narządy niehomologiczne).